# Salvatore Allegra
Salvatore Allegra (Palermo, 17 agosto 1897 – Firenze, 9 dicembre 1993) è stato un compositore e direttore d'orchestra italiano.

## Biografia
Figlio primogenito di un ferroviere, fu allievo di Francesco Cilea. Dal 1920 compose una serie di operette, tra cui la più celebre è rimasta Il gatto in cantina (1930), tratta dalla commedia musicale di Nando Vitali. Passato poi all'opera lirica, ne compose molte, tra le quali Ave Maria, rappresentata al Teatro alla Scala di Milano nel 1934, seguita da I viandanti (1936), Medico suo malgrado (1938) e Romulus (1952). Dal 1935 al 1943 e dal 1951 al 1957 si dedicò al cinema, componendo una ventina di colonne sonore per film di Mattoli, Brignone, Simonelli, Matarazzo e altri registi. Nel dopoguerra fu anche presidente del Sindacato nazionale musicisti. Vissuto a Roma fino al 1980, si trasferì poi a Firenze. È deceduto a 95 anni. La sua salma riposa nel Cimitero delle Porte Sante del capoluogo toscano.

## Filmografia

### Colonne sonore
- Amo te sola di Mario Mattoli (1935)
- Lohengrin di Nunzio Malasomma (1936)
- Marcella di Guido Brignone (1937)
- La granduchessa si diverte di Giacomo Gentilomo (1940)
- Abbandono di Mario Mattoli (1940)
- Addio giovinezza! di Ferdinando Maria Poggioli (1940) adattamento musicale
- Manovre d'amore di Gennaro Righelli (1940)
- L'attore scomparso di Luigi Zampa (1941)
- Voglio vivere così di Mario Mattoli (1942)
- Signorinette di Luigi Zampa (1942)
- La valle del diavolo di Mario Mattoli (1943)
- L'amico delle donne di Ferdinando Maria Poggioli (1943)
- Una piccola moglie di Giorgio Bianchi (1943)
- I figli di nessuno di Raffaello Matarazzo (1951)
- Amori e veleni di Giorgio Simonelli (1952)
- Il tenente Giorgio di Raffaello Matarazzo (1952)
- La donna che inventò l'amore di Ferruccio Cerio (1952)
- Chi è senza peccato... di Raffaello Matarazzo (1952)
- Ultimo perdono di Renato Polselli (1952)
- Ricordami di Ferdinando Baldi (1955)
- Amarti è il mio destino di Ferdinando Baldi (1957)